# Teleocichla cinderella
Teleocichla cinderella, popularmente designada como joaninha-da-pedra ou jacundá, é uma espécie bentolepágica de água doce da família dos ciclídeos (Cichlidae) endêmica do Brasil, onde é encontrada na bacia do baixo rio Tocantins, nos estados do Pará e Tocantins. Pode atingir um comprimento de 14 centímetros (5,5 pés).

## Etimologia
O nome popular jacundá deriva do tupi yaku'nda, que é empregado como nome genérico aos membros da família dos ciclídeos. Foi registrado em 1618 como jacundâ, em 1631 como iacunda e em 1895 como jacundá. Joaninha deriva do antropônimo Joana junto do diminutivo -inha. Foi registrado pela primeira vez em 1899. Por sua vez, o nome do gênero Teleocichla é formado pelo grego tele, telos, "perfeito", e kichle, "labro, bodião" (um tipo de peixe).

## Classificações e proteção
Em 2007, a espécie foi classificada como criticamente em perigo na Lista de espécies de flora e fauna ameaçadas de extinção do Estado do Pará; como em perigo na Portaria MMA N.º 444 de 17 de dezembro de 2014; em 2018, como em perigo no Livro Vermelho da Fauna Brasileira Ameaçada de Extinção do Instituto Chico Mendes de Conservação da Biodiversidade (ICMBio); e como em perigo no anexo três (peixes) da Lista Oficial da Fauna Brasileira Ameaçada de Extinção da Portaria MMA Nº 148, de 7 de junho de 2022.